# Brachychloa fragilis
Brachychloa fragilis är en gräsart som beskrevs av Sylvia Mabel Phillips. Brachychloa fragilis ingår i släktet Brachychloa och familjen gräs. Inga underarter finns listade i Catalogue of Life.